# Charles Spurgeon
Pour les articles homonymes, voir Spurgeon.
Charles-Haddon Spurgeon (Kelvedon, Essex, 19 juin 1834 - Menton, 31 janvier 1892) est un prédicateur pasteur baptiste réformé britannique de la deuxième moitié du XIXe siècle.

## Biographie
Son père, John Spurgeon, et son grand-père, James Spurgeon, étant pasteurs, il est élevé dans la connaissance de l'Évangile. En janvier 1850, alors qu’il marche vers un rendez-vous, une tempête de neige le pousse à rentrer dans une église méthodiste de Colchester, et à la suite de l’invitation du prédicateur de regarder à Christ, il expérimente une nouvelle naissance . En septembre 1850, il est baptisé à l’église baptiste St. Andrews Baptist Church de Cambridge.

### Ministère
En octobre 1851, il devient pasteur à l’Église baptiste de Waterbeach, dans le Cambridgeshire . Trois ans plus tard, en 1854, à seulement vingt ans, il est appelé pour prêcher à l'église de New Park Street Chapel, à Londres, auparavant dirigée par le théologien baptiste John Gill.
En 1856, il fonde le Pastors' College, un collège biblique à Londres
Ses prédications attirent les foules, et l'église devient rapidement trop étroite pour la congrégation. À vingt-deux ans, Spurgeon est le prédicateur le plus couru du moment, et prêche régulièrement devant des foules allant jusqu'à 10 000 fidèles. En 1861, Spurgeon inaugure le Tabernacle métropolitain, un nouveau bâtiment à Elephant and Castle avec un auditorium de 6 000 sièges.
Les sermons de Charles Spurgeon, publiés chaque semaine, sont des succès populaires. Au moment de sa mort, plus de 50 volumes de sermons sont en circulation .
Il rédige également un magazine mensuel, fonde deux orphelinats, un foyer pour personnes âgées, une société de distribution biblique  .

### Vie privée
Spurgeon se marie en 1856 et a deux fils (Charles et Thomas) de sa femme Susannah. De santé fragile, affligé de rhumatismes, de goutte et de néphrite, il fait de fréquents séjours à Menton dans le Sud de la France pour récupérer. C'est là qu'il s'éteignit en 1892.

## Principaux ouvrages
- Courants d'eau pour mon âme, 2000, Éditeur / Édition : Europresse,  (ISBN 2-914562-13-6)
- Dans le calme du soir, 2000, Éditeur / Édition : Europresse,  (ISBN 2-906287-82-2)
- Je vous ferai pêcheurs d'hommes, 2002, Éditeur / Édition : Europresse,  (ISBN 2-914562-09-8)
- Le Butin du roi, 2002, Éditeur / Édition : Europresse,  (ISBN 2-914562-06-3)
- Le choix est devant toi, 2000, Éditeur / Édition : Europresse,  (ISBN 2-906287-94-6)
- Les Rendez-vous du matin, 1995, Éditeur / Édition : Europresse,  (ISBN 2-906287-66-0)
- Les Trésors de la foi, 2003, Éditeur / Édition : Europresse,  (ISBN 2-906287-90-3)
- Pourquoi ne pas entrer ?, 2004, Éditeur / Édition : Europresse,  (ISBN 2-914562-19-5)
- Tout par grâce, 2008, Éditeur / Elb,  (ISBN 978-2-910246-21-1)